# Hume-Rotheryjeva pravila
Hume-Rotheryjeva pravila so osnovna pravila, imenovana po britanskem metalurgu Williamu Hume-Rotheryju (1899–1968), ki opisujejo pogoje, v katerih se element lahko raztopi  v kovini  in tvori trdno raztopino. Prvi niz pravil velja za substitucijske trdne raztopine, drugi pa za intersticijske. 

## Pravila za substitucijske trdne raztopine
Za substitucijske trdne raztopine veljajo naslednja pravila:
1. Atomska polmera topljenca in topila se ne smeta razlikovati za več kot 15%:
{\displaystyle \%{\mbox{ razlike}}=\left({\frac {(r_{topljenca}-r_{topila})}{r_{topila}}}\right)*100\leq 15\%.}
2. Kristalni strukturi topljenca in topila se morata ujemati.
3. Popolna topnost se zgodi, kadar imata topljenec in topilo enako valenco.[1]  Kovine z nižjo valenco se nagibajo k raztapljanju v kovinah z višjo valenco.
4. Topljenec in topilo morata imeti podobno elektronegativnost. Če je razlika elektronegativnosti prevelika, se kovini nagibata k tvorbi medkovinskih spojin in ne raztopin.

## Pravili za intersticijske trdne raztopine
Za intersticijske trdne raztopine veljata naslednji pravili:
1. Velikost atomov topljenca mora biti manjša od velikosti por v kristalni strukturi topila.
2. Topljenec in topilo morata imeti podobno elektronegativnost.[2]

## Vir
- Bhadeshia, H. K. D. H.. "Solid Solutions: The Hume-Rothery Rules". http://www.msm.cam.ac.uk/phase-trans/2004/titanium/hume.rothery.html. Pridobljeno 2007-11-24.